# マリー＝アメリー・コニエ
マリー＝アメリー・コニエ（Marie-Amélie Cogniet、1798年4月5日 - 1869年4月29日）は、フランスの画家である。ロマン主義の画家レオン・コニエの妹で、展覧会に出展するほか、多くの画家を育てたレオン・コニエの工房で、女性画家を教えた。

## 略歴
パリで生まれた。画家で美術教師としても実績のあった兄のレオン・コニエ(1794-1880) から絵を学び、助手を務めた。パリのマレ＝サン＝マルタン通り（rue des Marais-Saint-Martin）のレオン・コニエのアトリエの様子を1831年に描いた作品は現在オルレアン美術館に収蔵されている。1840年から1860年の間は、人気のあった「pour dames（女性向け）」の絵画教室を兄の代理で監督した。この仕事を1865年に兄と結婚したカテリーヌ＝カロリーヌ（Catherine-Caroline Cogniet: 1813-1892）が引き継ぐまで続けた。
マリー＝アメリー・コニエは1831年から1843年の間、パリのサロンに作品を出展し1833年に2等のメダルを受賞した。
兄が描いたフランス王族ルイーズ・マリー・アデライード・ドルレアンの肖像画を模写した作品はシャンティイ城に置かれ、1905年にイギリスで出版されたウォルター・ショー・スパローの「Women Painters of the World」に収録された。
パリで亡くなった。

## 作品

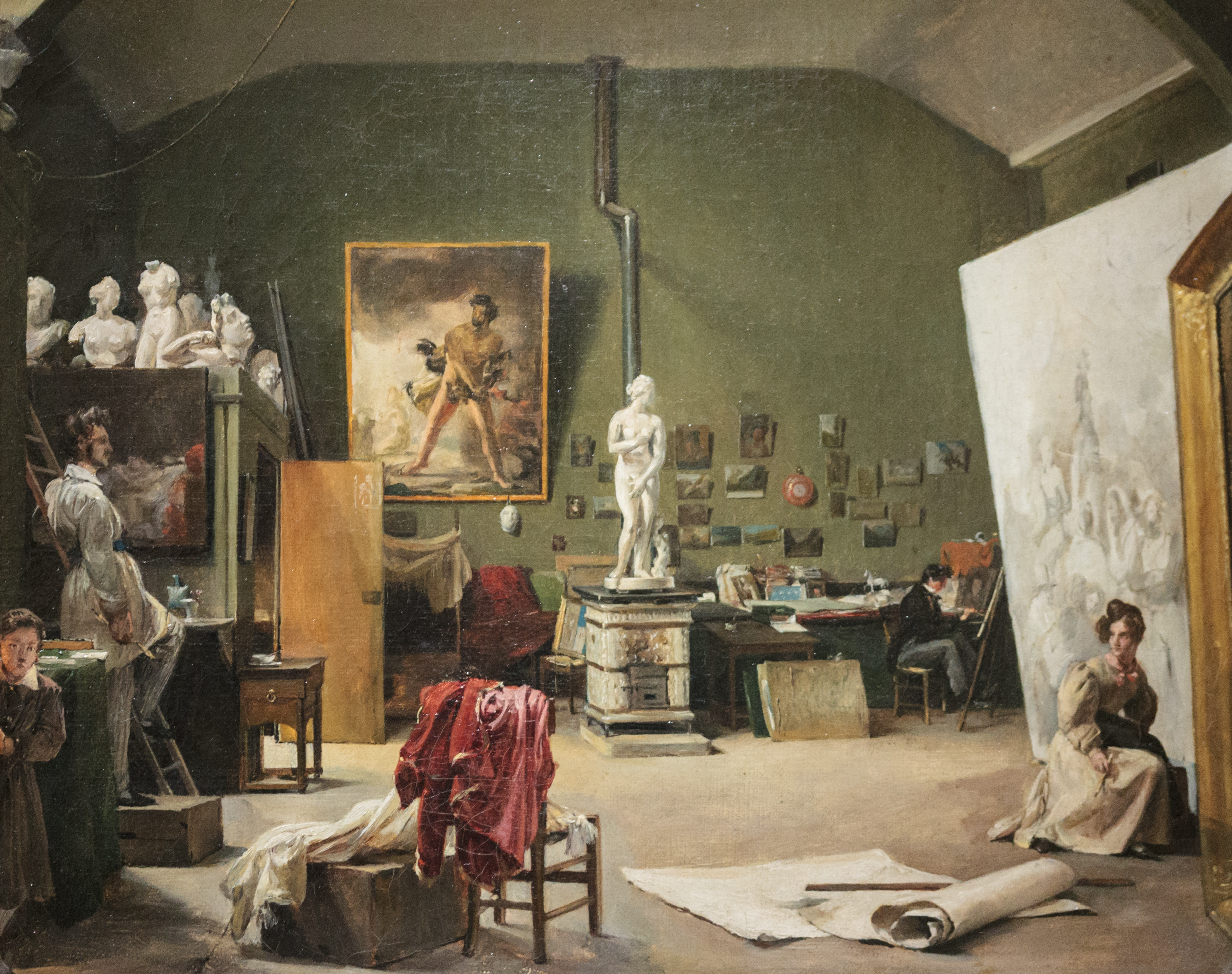
レオン・コニエのアトリエ (1831) オルレアン美術館
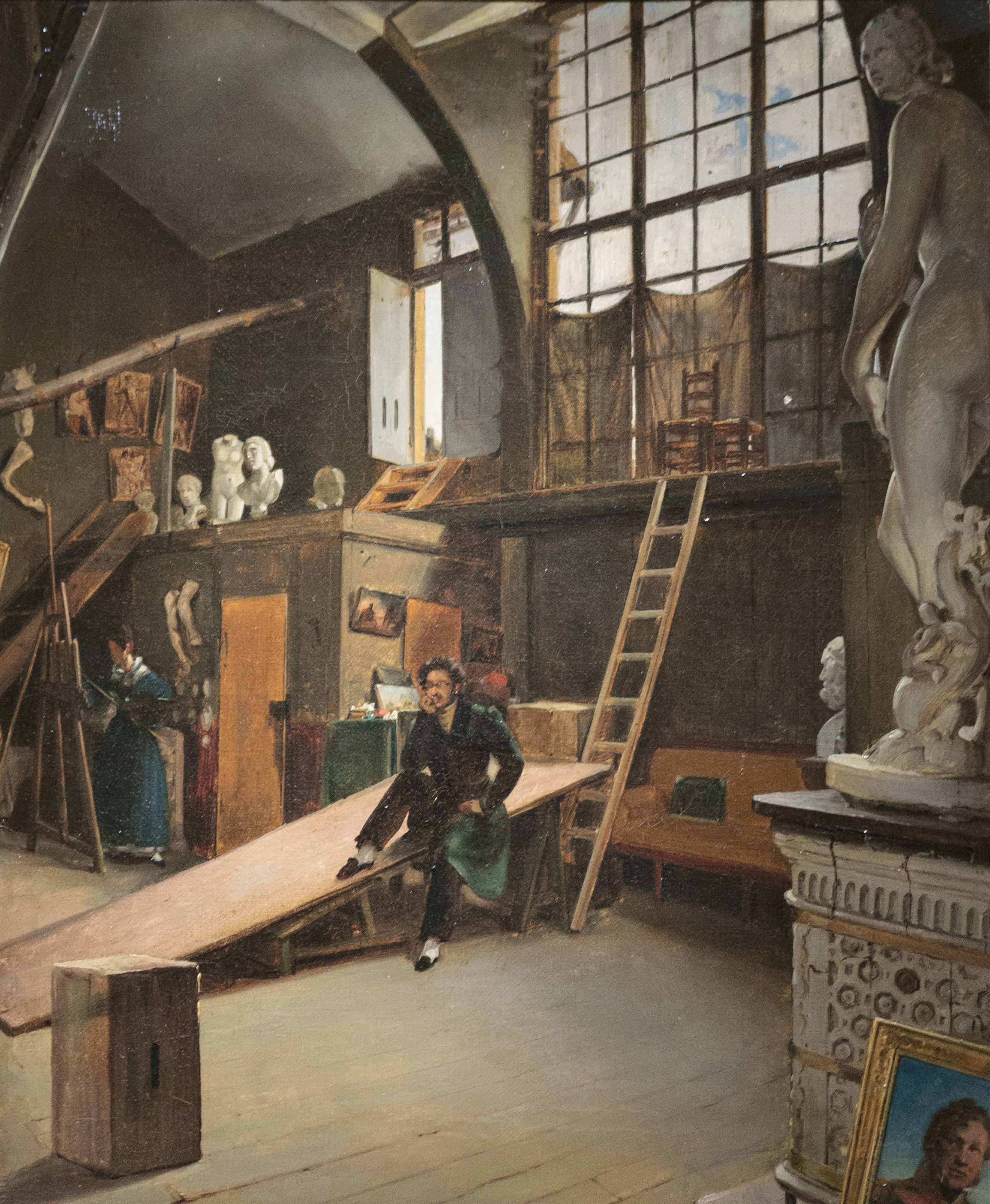
レオン・コニエのアトリエ オルレアン美術館
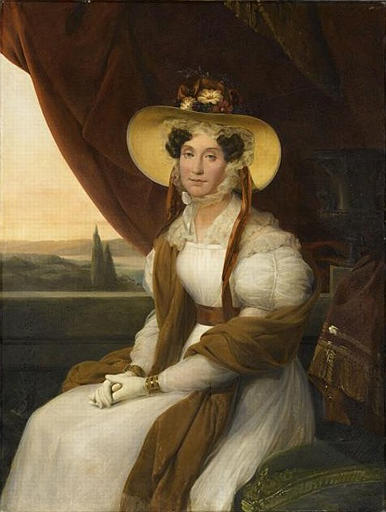
ルイーズ・マリー・アデライード・ドルレアンの肖像 (c.1838) シャンティイ城
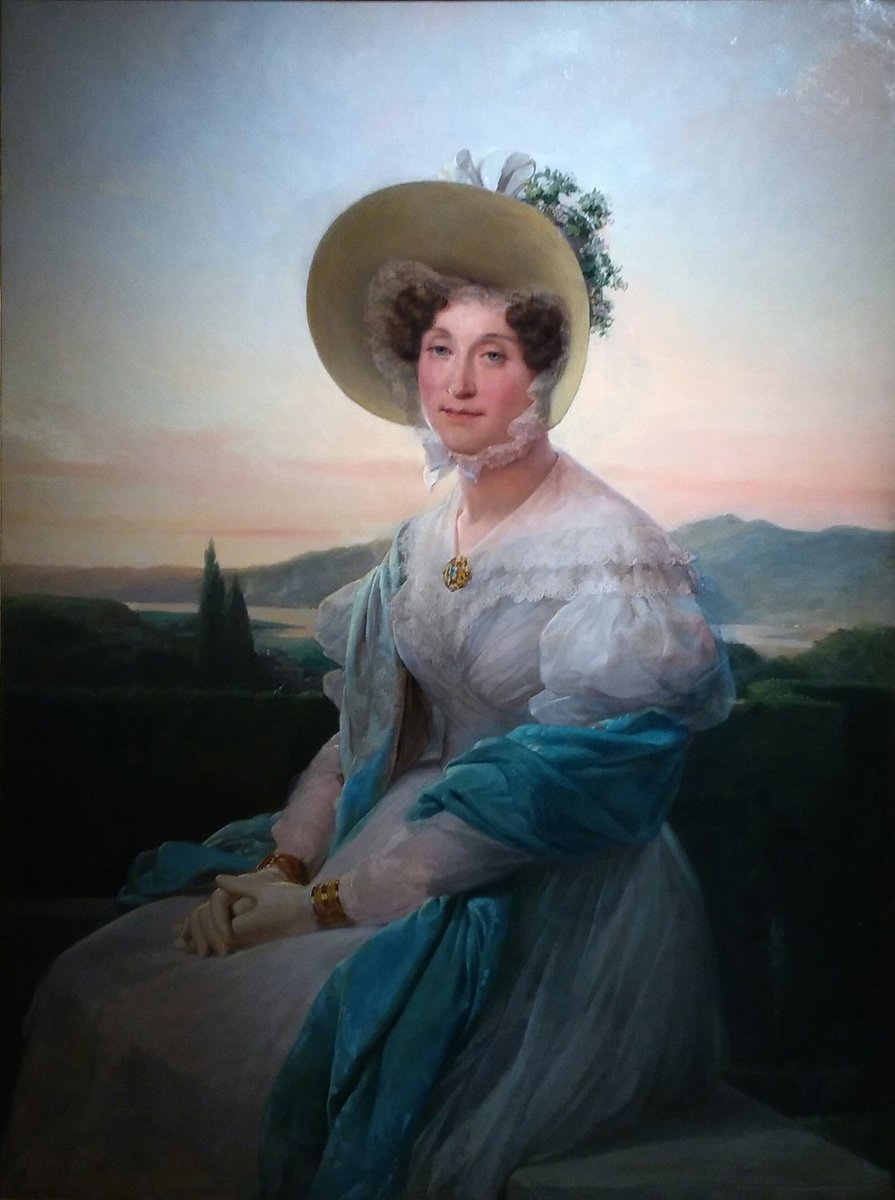
ルイーズ・マリー・アデライード・ドルレアンの肖像